# Delta Blues Museum
Das Delta Blues Museum in Clarksdale, Mississippi, ist ein Museum, das der Bluesmusik gewidmet ist. Neben einer umfassenden Sammlung von Blueserinnerungsstücken stellt das Museum auch Kunst aus, die sich mit dem Blues befasst, darunter Werke des Bildhauers Floyd Shaman und des Fotografen Birney Imes.

## Geschichte
Clarksdale, eine Stadt an der Kreuzung der Highways 61 und 49, und die Umgebung gelten als „das Land, wo der Blues begann“. Dort ist auch die Heimat von vielen bedeutenden Bluesmusikern wie Muddy Waters, John Lee Hooker, Son House, Ike Turner, Jackie Brenston, Sam Cooke, Junior Parker und W. C. Handy. Es lag damit nahe, dem reichen kulturellen Erbe ein Museum zu widmen. Das Museum wurde 1979 vom Carnegie Public Library Board of Trustees gegründet und 1999 reorganisiert. Damit ist es das älteste Museum in Mississippi, das der Musik gewidmet ist. Das Museum wird von einem fünfköpfigen Leitungsgremium geführt, das vom Bürgermeister von Clarksdale ernannt wird. Die finanzielle Dotierung übernimmt einerseits die Stadt Clarksdale, andererseits finanziert sich das Museum aus Eintritten, dem Museumsshop, Mitgliedschaften und Spenden. Zu den Unterstützern zählt unter anderen Billy Gibbons, der Frontmann der texanischen Bluesrockgruppe ZZ Top.

## Museum
Das Museum befindet sich im Yazoo and Mississippi Valley Passenger Depot, auch bekannt als Illinois Central Passenger Depotoder Clarksdale Passenger Depot, das 1918 für die Yazoo and Mississippi Valley Railroad gebaut wurde. Das Gebäude wurde 1995 in das National Register of Historic Places aufgenommen.
Neben den musealen Aufgaben kümmert sich das Museum auch um die musikalische Ausbildung von Jugendlichen, so z. B. in Klavierworkshops mit Henry Gray, Mundharmonikaworkshops mit Geneva Red und Oral-History-Gesprächen mit David „Honeyboy“ Edwards und Charlie Musselwhite zur Bluesgeschichte.
Auf der Museumsbühne finden Konzerte statt, die im Rahmen des Sunflower River Blues & Gospel Festival im August und des Juke Joint Festival im April veranstaltet werden.
Geöffnet ist das Museum in den Sommermonaten von 9 bis 17 Uhr, in den Wintermonaten (November bis Februar) von 10 bis 17 Uhr. Sonntags ist das Museum geschlossen.

## Ausstellungen
- Ike Turner and Rocket 88: Ike Turner, der bedeutende Musiker und Produzent, ist ein Sohn der Stadt Clarksdale.
- Blues, Booze & BBQ: Fotoausstellung zum gleichnamigen Buch von Michael Loyd Young.
- Muddy Waters: Die Ausstellung zeigt den geretteten Teil von Muddy Waters’ Wohnhaus, das auf der Stovell Plantage in der Nähe von Clarksdale stand. Hier machte Alan Lomax die Aufnahmen von Muddy Waters für die Library of Congress.
- Gitarren: Gitarren verschiedener Künstler werden ausgestellt, so von John Lee Hooker, B. B. King oder Big Joe Williams. Stella Gitarren aus New Jersey waren die bevorzugten Instrumente von Deltamusikern wie Charley Patton, Willie Brown oder Skip James, aber (als „Zwölfsaiter“) auch von Blind Lemon Jefferson und Leadbelly.
- Big Mama Thornton: Ihr ist eine eigene Vitrine gewidmet.

## Trivia
- Das Museum wird im Buch „1,000 Places to See Before You Die“ von Patricia Schultz angeführt.[2]